# 毛様体筋
毛様体筋（もうようたいきん、英: ciliary muscle）とは、内眼筋に含まれる水晶体を調節してピントを合わせる筋肉である。筋肉自体は毛様体の中にある。動眼神経に支配される。
光を得た水晶体の厚みを変える。近くを見るときは、毛様体筋が収縮することで水晶体の支持靱帯が弛緩し、弾性で水晶体が厚く膨らむ。遠くを見るときは毛様体筋が緩んで水晶体は薄くなる。
近くを見るために毛様体筋の収縮による緊張状態が長く続き、その状態が解けにくくなることにより引き起こされるのが仮性近視であり、加齢により緊張と弛緩が統御できなくなるのが老眼である。